# Serra (stolica tytularna)
Serra (łac. Diocesis Serrensis in Proconsulari) – stolica historycznej diecezji w Cesarstwie rzymskim w prowincji Afryka Prokonsularna, sufragania metropolii Kartagina. Współcześnie w Tunezji. Obecnie katolickie biskupstwo tytularne.

## Biskupi tytularni
| Lp. | Biskup               | Funkcja                                 | Od                   | Do               |
| --- | -------------------- | --------------------------------------- | -------------------- | ---------------- |
| 1   | Francis Joseph Green | biskup pomocniczy Tucson (USA)          | 23 maja 1953         | 28 września 1960 |
| 2   | Saverio Zupi         | nuncjusz apostolski                     | 28 października 1961 | 1 marca 1983     |
| 3   | Clemente Faccani     | nuncjusz apostolski                     | 27 czerwca 1983      | 15 września 2011 |
| 4   | Jozef Haľko          | biskup pomocniczy Bratysławy (Słowacja) | 31 stycznia 2012     |                  |